# Valdemar Atterdag
Valdemar IV Atterdag, född omkring 1320, död 24 oktober 1375 på Gurre slott, var kung av Danmark mellan 1340 och 1375. Han var son till Kristofer II och Eufemia av Pommern. Valdemar lade under sig det splittrade danska väldet bit för bit. Han erövrade Skåne 1360 och 1361 både Öland och Gotland, varvid han även brandskattade Visby.  
Tillnamnet har oftast ansetts betyda Återdag: det blev åter dag i Danmark efter en mörk period av politisk oro. Valdemar var gift med Helvig av Slesvig och fick fyra barn. Han begravdes i Vordingborg; hans kvarlevor överfördes sedan till Sorø klosterkyrka på Själland.

## Biografi

### Tidiga år
Valdemar uppfostrades efter år 1328 vid den tyske kejsaren Ludvigs av Bayerns hov. Kejsarens son Ludvig Brandenburgaren hade gift sig med Valdemars syster Margareta.

### Återenandet av Danmark
Efter att greve Gerhard av Holstein mördats år 1340 erkändes Valdemar som Danmarks kung genom en förlikning med grevens söner i Spandau. Genom en ny förlikning i Lübeck samma år gifte han sig med hertig Valdemar av Sønderjyllands syster Helvig, och hennes hemgift på 24 000 mark silver drogs av från de 100 000 mark som Nørrejylland var pantsatt för. Vigseln ägde rum på Sønderborg slott, och den 24 juni 1340 utsågs Valdemar till kung på Viborgs ting och tog över styrelsen över den norra fjärdedelen av Nørrejylland. Detta begränsade välde blev grunden för Valdemars strävan att ena hela riket under sin ledning.
År 1346 sålde han Estland till Tyska orden för 19 000 mark och använde intäkterna för att lösa in viktiga landområden. Även digerdöden, som härjade i landet 1349–1350 och tog livet av många, var till nytta för honom, då Valdemar övertog ett stort antal panter från ägare som hade dött. Mellan 1343 och 1350 erövrade han successivt öarna Själland och Møn. År 1348 lade han till östra delen av Fyn och Falster, 1353 södra delen av Nørrejylland och till sist, efter segern över holsteinarna vid Brobjerg 1357, även resten av Fyn.

### Interna uppror
Under denna period hade Valdemar också att kämpa med interna svårigheter. Bönderna klagade över de tunga skatter som användes för att lösa in panter och kallade honom "den onde". Adeln var missnöjd med Valdemars auktoritära styre och framför allt hans hårda processer för att återta jordegendomar som hade tagits från kronan. På Jylland gjorde adeln uppror mot honom flera gånger och samarbetade till och med med fiender till riket under ledning av män som Claus Limbek och Stig Anderssøn. I januari 1359 mördades Stig Anderssøns son, Ove Stigsøn, och bror, Peder Anderssøn, samt den förmögne Niels Bugge på Hald i Middelfart av några fiskare som var på väg hem efter att ha träffat Valdemar. Valdemar var tvungen att under ed förneka sin inblandning i detta dåd.

### Invasionen av Visby och konflikt med Hansan
År 1360 utnyttjade han med stor förslagenhet konflikterna som den svenske kungen Magnus Eriksson var inblandad i för att återvinna de skånska områden som han 1341 och 1343 hade tillförsäkrat Magnus och hans ättlingar. 1361 intog han även Visby, vilket ledde till att han och de danska kungarna efter honom bar titeln "de gothers konge". Detta företag orsakade dock stor förbittring bland hansastäderna, som skickade en stor flotta till Öresund 1362, men besegrades vid Helsingborg.
Vid den här tiden hade makthavarna i Sverige beslutat att Magnus son, kung Håkan, skulle gifta sig med den holsteinska prinsessan Elisabet. Men när Elisabet blev strandad på Bornholm under resan till Sverige, höll Valdemar kvar henne där och förhandlade fram ett äktenskap mellan sin dotter Margareta och Håkan, vilket redan hade avtalats 1358. Valdemar hävdade också sina anspråk på de skånska områdena.

### Landsflykt och återkomst
Han slöt fred med hansestäderna och de holsteinska grevarna år 1365 och med Sveriges kung Albrekt av Mecklenburg år 1366. Slutligen, år 1368, kom den återstående pantsatta delen av Nörrejylland under den danska kronan. Men redan samma år bröt en ny konflikt ut med hansestäderna eftersom Valdemar ensidigt hade beslutat att höja deras skatt på sillfiske i Öresund. De slöt förbund med hans fiender, inklusive Sverige, Mecklenburg, Holstein, hertig Henrik av Sønderjylland och den jutska adeln. Valdemar insåg att det bästa för honom var att lämna riket och söka hjälp i utlandet, så i april 1368 överlämnade han regeringen till sitt råd, ledd av Henning Podebusk. Hoppet om utländskt stöd slog fel, men riksföreståndaren lyckades bryta fiendernas förbund och sluta en separat fred med hansestäderna år 1370, även om det skedde på mycket förödmjukande villkor. Bland annat skulle Valdemar inte få åka hem förrän han stadfäst freden. Först i juli 1372 återvände Valdemar till Danmark.

### Sista år och död
Efter att ha återvänt var hans främsta mål att stärka kungamakten och göra kungens rättarting till rikets högsta domstol samt utöka kronans jord och därmed rikets inkomster. Vid ett riksmöte i Kalundborg fick han folkets godkännande för sina planer.
Genom sitt äktenskap med Helvig fick han sonen Kristofer samt döttrarna Ingeborg – som gifte sig med Henrik av Mecklenburg – och den berömda Margareta Valdemarsdotter, som blev drottning Margareta.

Valdemar Atterdag begravdes först i Vordingborg, men 1377 flyttades hans kvarlevor av drottning Margareta till Sorø.

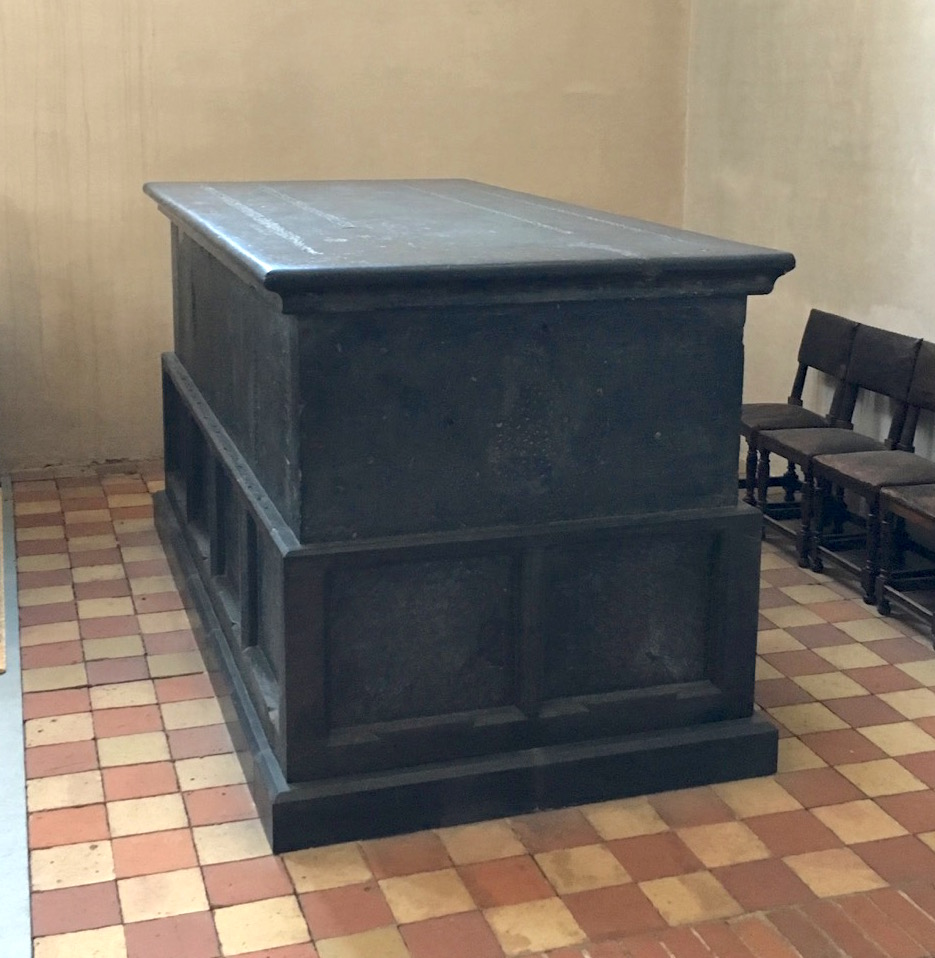
Valdemar Atterdags grav i Sorø klosterkyrka, Sorø].

## Barn
1. Christoffer (1344–1363), kronprins av Danmark, samt hertig av Laaland och Halland
2. Margareta (1345–1350), förlovad med hertig Henrik Bödeln av Mecklenburg (1337/1338–1383)
3. Ingeborg (1347–1370), gift med hertig Henrik Bödeln av Mecklenburg (1337/1338–1383)
4. Margareta (1353–1412), regerande drottning av Danmark, Norge och Sverige